# 連邦州
連邦州（れんぽうしゅう）は、連邦制国家を構成する自治行政単位である。特に、ドイツとオーストリアを構成する州（Land）を指す場合に、ドイツ語の " Bundesland " の訳語として用いられる（" Bund " が「連邦」、" Land " が「州」）。また、インドやオーストラリアなど、他の連邦制国家についても使われる。ただし、ロシアや旧ソ連については、連邦構成主体の訳語が通常用いられる。またアメリカ合衆国では単に「州」と呼ぶ。
連邦州は一般に、主権を連邦政府に委譲する他は、内政面において独立国に近い非常に高度な自治権を保有するため、独自の憲法を持ち、独自の法律・司法制度の下で統治される。ただし、隣接する州の間での制度の違いは一般市民生活や経済活動において不便なことも多いため、内政面でも連邦政府に委ねる範囲が拡大する傾向にある。また、主権を持たないため、そこから派生する外交権はないが、州独自の国際交流が行われている。

## ドイツ
ドイツ連邦共和国（Bundesrepublik Deutschland）を構成する連邦州は、1990年以降は16州である。
これらは第二次世界大戦後の連合国の占領地域を基礎に、ドイツの歴史を考慮して設けられた。1948年のドイツ連邦共和国（旧西ドイツ）成立時には10州で、これらの州は1946年から1957年にかけて民主主義憲法を採択している。
1990年3月18日にドイツ民主共和国（東ドイツ）で行われた自由選挙の結果、5つの連邦州が設立された。これは1949年に成立した東ドイツの5州（1952年に廃止されている）をほぼそのまま引き継いだものである。
1990年10月3日にドイツ再統一は、旧東ドイツの5州、および東ベルリン（西ベルリンと統合）がドイツ連邦共和国に加盟する形で成立した。